# كأس فلسطين للأمم
كأس فلسطين هي منافسة عربية على مستوى الدول لكرة القدم. تم تأسيسها عام 1972 بمبادرة من  سعيد السبع رئيس المجلس الاعلى لرعاية الشباب الفلسطيني وقد كان الهدف من المبادرة استحداث بطولة عربية جديدة تعيد لم الشمل العربي رياضياً. ولتكون بديلة عن بطولة كأس العرب لكرة القدم التي توقفت اعتباراً من الدورة الثالثة. وقد وقع الاختيار على بغداد لتكون مكاناً لانعقاد هذه البطولة حيث وفدت إليها خلال شهر يناير من بداية عام 1972 وفود تمثل منتخبات 8 دول عربية وذلك بهدف إثبات الإنتماء والدعم العربي للقضية الفلسطينية. تم تنظيم ثلاثة بطولات منها فقط في الاعوام 1972، 1973، 1975.

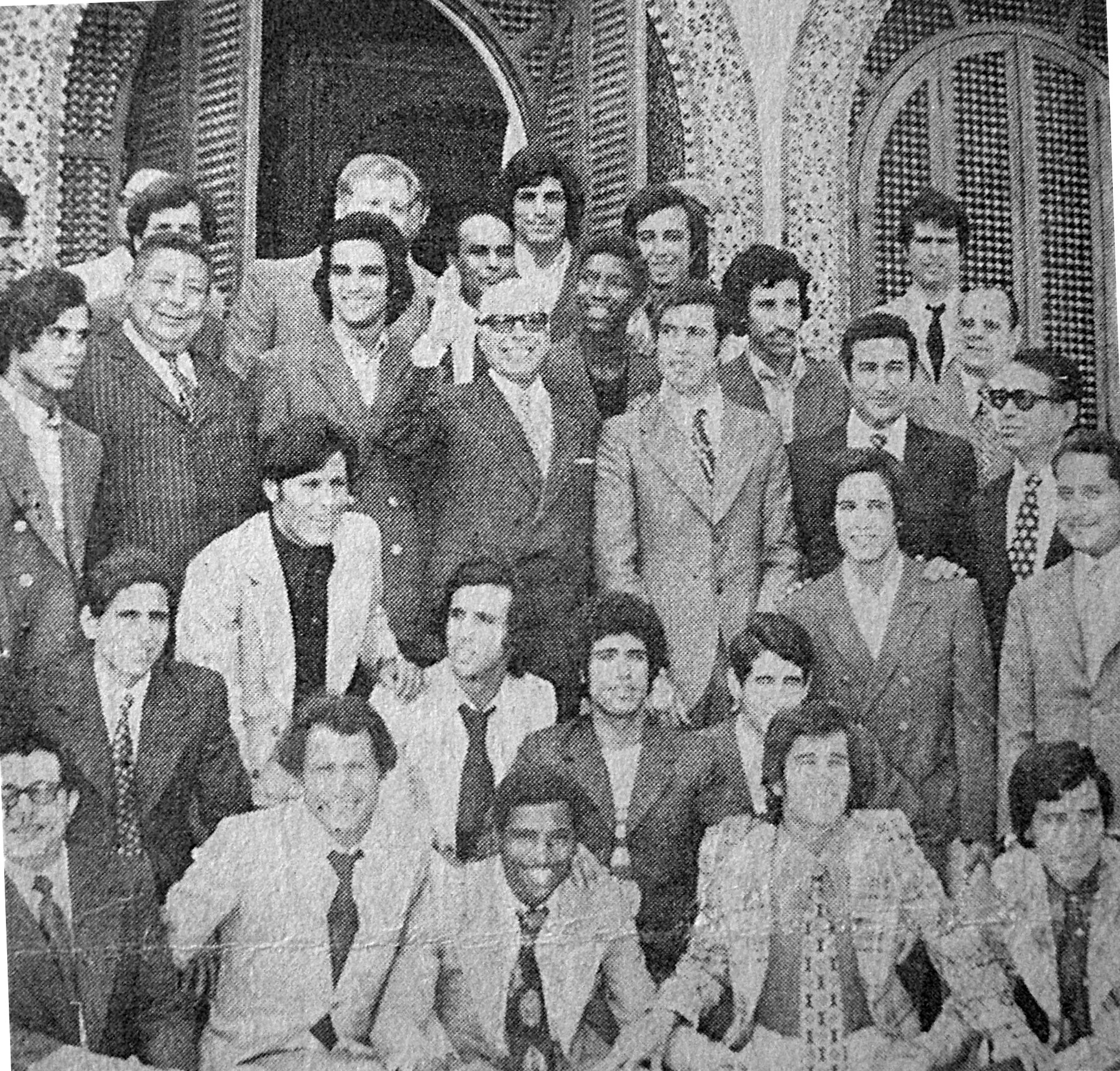
الرئيس التونسي الحبيب بورقيبة في وسط لاعبي ومدرب المنتخب التونسي الفائز بنسخة 1973.

## تاريخ البطولات

### البطولة الأولى 1972
تم تنظيم النسخة الأولى في بغداد بالعراق في يناير 1972 بمشاركة تسعة دول. فازت مصر بهذه النسخة على البلد المنظم في النهائي.

### البطولة الثانية 1973
النسخة الثانية تم تنظيمها في طرابلس بليبيا في أغسطس 1973. تونس الذي قادها آنذاك محي الدين هبيطة (الذي سمي ببيليه العرب) الذي سجل 6 أهداف ومحمد علي عقيد (6 أهداف) وعز الدين شكرون الذي سجل 5 أهداف، ونجحت في تحقيق 6 إنتصارات وبأكثر عدد من الأهداف في دورة واحدة ب19 هدف فالمقابل استقلبت ثلاثة أهداف.
اللاعبين التونسيين المشاركين في هذه الدورة هم: محمد الزواوي، الصادق ساسي، نجيب حليم، أحمد زيتوني، رضا اللوز، العامري المالكي، خالد القاسمي، يوسف الجربي، المختار ذويب، عز الدين بزداح، عبد الرحمان نصري، عبد السلام شمام، منصف خويني، محي الدين هبيطة، محمد علي عقيد، نور الدين بن عرفة، صلاح القروي، عز الدين شكرون، عبد الرؤوف بن عزيزة. (المدرب عامر حيزم).

### البطولة الثالثة 1975
النسخة الثالثة استضافتها تونس بين 19 و28 ديسمبر 1975. بفوز على الإمارات العربية المتحدة (3–0)، تعادلت سلباً مع العراق، وخرجت من المسابقة. جمع النهائي بين مصر والعراق، وفازت مصر بآخر نسخة.

### الغاء البطولة
كانت من المقرر أن تعقد في السعودية النسخة الرابعة عام 1977، ولكن تم إلغاء المسابقة. ولم ينجح إقتراح تغيير المسابقة لتصبح للمنتخبات الاصغر سنا. بعد ذلك تم إعادة كأس العرب لكرة القدم في 1985.

## النتائج
| 1972 تفاصيل | العراق   | · مصر  | 3 – 1       | · العراق | · الجزائر | 3 – 1                       | · سوريا  |
| 1973 تفاصيل | ليبيا    | · تونس | 4 – 0       | · سوريا  | · الجزائر | 0 – 0 (3 – 0) ركلات الترجيح | · العراق |
| 1975 تفاصيل | تونس     | · مصر  | 1 – 0 ب.و.إ | · العراق | · السودان | 1 – 0                       | · سوريا  |
| 1977        | السعودية | ألغيت  | ألغيت       | ألغيت    | ألغيت     | ألغيت                       | ألغيت    |